# 동죽서원
동죽서원(東竹書院)은 대한민국 전북특별자치도 정읍시 덕천면에 있는 서원이다. 1984년 4월 1일 전북특별자치도의 문화재자료 제77호로 지정되었다.

## 개요
정암 조광조를 중심으로 덕촌 최희정을 기리고 있는 서원으로 1960년 지방 유림이 지었다.
조광조(1482∼1519)는 조선 전기의 문신이며 성리학자이다. 김종직의 학통을 이어 사림파의 중심이 되었으며 급진적인 개혁을 실행하였다. 이를 반대하는 훈구세력의 모함으로 유배되어 기묘사화(1519) 때 희생되었다.
최희정은 조광조의 가르침을 받았고 조선 중종 11년(1516) 무과에 급제하였다. 이 때 함경도에 여진족이 침입하자 조광조가 추천하여 적을 크게 물리쳤다. 중종은 그 공로로 현재 서원이 있는 땅을 하사하였다고 한다.

## 현지 안내문
이 서원은 조광조(1482~1519)의 위패를 가운데 두고, 최희정의 위패를 함께 모셔 제사를 지내는 곳이다. 조광조는 조선 중종 때 개혁정치를 펼친 성리학자이며, 조광조 문화에서 공부한 최희정은 함경도에 침입한 여진족 토벌에 공을 세웠다. 중종이 최희정의 공을 치하아여 동죽산 입구의 땅을 하사했는데, 이곳에 지방 선비들이 1960년 서원 세웠다. 이후 강수재·외삼문·홍살문 등을 세워 오늘의 서원 모습을 갖췄다.

## 같이 보기
- 조광조
- 최희정

## 참고 자료
- 동죽서원 - 국가유산청 국가유산포털